# Numa Denis Fustel de Coulanges
Numa Denis Fustel de Coulanges (n. 1830 — d. 1889) a fost un important istoric francez. Principala lucrare a lui Fustel de Coulanges este Cité Antique, în care autorul se ocupă de istoria instituțiilor politice din Franța. Fustel de Coulanges a deținut funcții academice importante, între care catedra de istorie medievală la Sorbonne începând din 1875.
El era de părere că proprietatea a fost la început proprietate privată, proprietarul adevărat fiind șeful tribului sau al gintei etc.